# 山田俊也
山田 俊也（やまだ としや）は、日本の男性アニメーター、キャラクターデザイナー。オー・エル・エム所属。

## 略歴
国際アニメーション研究所在学中に『うる星やつら』でデビューし、同校在学中は動画を主に担当した。
卒業後はアニメスタジオのランダムに所属。同社の活動停止と『剣風伝奇ベルセルク』の仕事を契機にオー・エル・エムに活動の拠点を移し、社員アニメーターとなる。『ポケットモンスター』や『妖怪ウォッチ』では主力スタッフとして長期間に及ぶ制作を支えた。

## 参加作品

### テレビアニメ
- うる星やつら（1981年 - 1986年、動画）[1]
- 超時空要塞マクロス（1982年 - 1983年、動画）[4]
- ときめきトゥナイト（1982年 - 1983年、動画）[5]
- ななこSOS（1983年、動画）[6]
- キン肉マン（1983年 - 1986年、動画）[7]
- キャプテン翼（第1作）（1983年 - 1986年、動画）[8]
- 超攻速ガルビオン（1984年、動画）[9]
- 重戦機エルガイム（1984年 - 1985年、動画）[10]
- ガラスの仮面（第1作）（1984年、動画）[11]
- 機動戦士Zガンダム（1985年 - 1986年、動画）[12]
- 忍者戦士飛影（1985年、動画）
- 宇宙船サジタリウス（1986年、原画）
- めぞん一刻（1986年、原画）
- 新プロゴルファー猿（1988年、原画）
- 獣神ライガー（1989年 - 1990年、原画）
- 青いブリンク（1989年、作画）
- ジャングル大帝（第3作）（1990年、原画）
- キャッ党忍伝てやんでえ（1990年、原画）
- 三つ目がとおる（1990年、原画）
- OH!MYコンブ（1991年、原画）[13]
- スペースオズの冒険（1993年、原画）
- 熱血最強ゴウザウラー（1993年、原画）
- 忍たま乱太郎（1993年 - 、作画監督・原画）
- カラオケ戦士マイク次郎（1994年 - 1995年、原画）
- マクロス7（1994年 - 1995年、原画）[4]
- クマのプー太郎（1995年 - 1996年、原画）[14]
- 名探偵コナン（1996年 - 、原画）
- B'T-X（1996年、原画）
- るろうに剣心 -明治剣客浪漫譚-（1996年 - 1998年、原画）
- 少年サンタの大冒険!（1996年、原画）
- セイバーマリオネットJ（1997年、原画）
- HARELUYA II BØY（1997年、原画）
- 剣風伝奇ベルセルク（1997年 - 1998年、作画監督・原画）
- ああっ女神さまっ 小っちゃいって事は便利だねっ（1998年、作画監督・原画）
- ポケットモンスター シリーズ
  - ポケットモンスター（1999年 - 2002年、ゲストキャラクターデザイン(第95話-第117話)・総作画監督(第91話以降)・作画監督(第90話)・原画(第82話)）
  - ポケットモンスター アドバンスジェネレーション（2002年 - 2006年、総作画監督）
  - ポケットモンスター ダイヤモンド&パール （2006年 - 2010年、キャラクターデザイン・総作画監督(第170話まで)）
  - ポケモンレンジャー 光の軌跡（2010年、キャラクターデザイン・総作画監督）
  - ポケットモンスター ベストウイッシュ （2010年 - 2013年、キャラクターデザイン・総作画監督(各話担当)）
- 妖怪ウォッチ シリーズ
  - 妖怪ウォッチ（2014年 - 2018年、キャラクターデザイン・総作画監督）
  - 妖怪ウォッチ シャドウサイド（2018年 - 2019年、キャラクターデザイン）
  - 妖怪ウォッチ!（2019年、キャラクターデザイン）
  - 妖怪ウォッチJam 妖怪学園Y 〜Nとの遭遇〜（2020年 - 2021年、キャラクターデザイン）
  - 妖怪ウォッチ♪（2021年 - 、キャラクターデザイン）
- メガトン級ムサシ（2021年、作画監督）
- ニンジャラ（2022年、総作画監督）

### OVA
- 風魔の小次郎（1989年、原画）
- 逮捕しちゃうぞ（1994年 - 1995年、原画）
- 新世紀GPXサイバーフォーミュラZERO（1995年、原画）
- 魔法使いTai!（1996年、原画）
- ポケットモンスター OVAシリーズ
  - ピカチュウのふゆやすみ（1998年、原画）
  - ピカチュウのおばけカーニバル（2005年、総作画監督）
  - ピカチュウのわんぱくアイランド（2006年、総作画監督）
- ビ・ヨンド（1998年、キャラクターデザイン） ※18禁

### 劇場アニメ
- パタリロ! スターダスト計画（1983年、動画）[15]
- 超人ロック（1984年、動画）[16]
- 天使のたまご（1985年、動画）
- ハイスクール!奇面組（1986年、原画）
- ルパン三世 DEAD OR ALIVE（1996年、原画）
- 劇場版ポケットモンスター シリーズ
  - 劇場版ポケットモンスター ミュウツーの逆襲（1998年、作画監督）
  - 劇場版ポケットモンスター 結晶塔の帝王 ENTEI（2000年、原画）
  - 劇場版ポケットモンスター アドバンスジェネレーション ポケモンレンジャーと蒼海の王子 マナフィ（2006年、キャラクターデザイン）
  - 劇場版ポケットモンスター ダイヤモンド&パール ディアルガVSパルキアVSダークライ（2007年、キャラクターデザイン）
  - 劇場版ポケットモンスター ダイヤモンド&パール ギラティナと氷空の花束 シェイミ（2008年、キャラクターデザイン）
  - 劇場版ポケットモンスター ダイヤモンド&パール アルセウス 超克の時空へ（2009年、キャラクターデザイン）
  - 劇場版ポケットモンスター ダイヤモンド&パール 幻影の覇者 ゾロアーク（2010年、キャラクターデザイン）
  - 劇場版ポケットモンスター ベストウイッシュ ビクティニと黒き英雄 ゼクロム・白き英雄 レシラム（2011年、キャラクターデザイン）
  - 劇場版ポケットモンスター ベストウイッシュ キュレムVS聖剣士 ケルディオ（2012年、キャラクターデザイン）
  - 劇場版ポケットモンスター ベストウイッシュ 神速のゲノセクト ミュウツー覚醒（2013年、キャラクターデザイン・作画監督）
- 映画妖怪ウォッチ シリーズ
  - 映画 妖怪ウォッチ 誕生の秘密だニャン!（2014年、キャラクターデザイン）
  - 映画 妖怪ウォッチ 空飛ぶクジラとダブル世界の大冒険だニャン!（2016年、キャラクターデザイン）
  - 映画 妖怪ウォッチ FOREVER FRIENDS（2018年、キャラクターデザイン）
  - 映画 妖怪学園Y 猫はHEROになれるか（2019年、キャラクターデザイン）
  - 映画 妖怪ウォッチ♪ ケータとオレっちの出会い編だニャン♪ワ、ワタクシも〜♪♪（2021年、キャラクターデザイン）
  - 妖怪ウォッチ♪ ジバニャンvsコマさん もんげー大決戦だニャン（2023年、キャラクターデザイン）